# Тринита
Тринита̀ (на италиански и на пиемонтски: Trinità) е село и община в Северна Италия, провинция Кунео, регион Пиемонт. Разположено е на 383 m надморска височина. Населението на общината е 2243 души (към 2010 г.).